# Amtsbezirk Lembach
Der Amtsbezirk Lembach war eine Verwaltungseinheit im Mühlviertel in Oberösterreich.
Der Amtsbezirk war der Kreisbehörde für den Mühlkreis, die sich in Linz befand, unterstellt und besorgte deren Amtsgeschäfte vor Ort. Die Zuständigkeit erstreckte sich neben Lembach auf die damaligen Gemeinden Hofkirchen, Marsbach, Neustift, Niederkappel, Oberkappel, Ollerndorf, Pfarrkirchen, Putzleinsdorf, Rannariedl und Witzerstorf. Damit umfasste er damals drei Märkte und 113 Dörfer.